# Solanum sessiliflorum
A planta Solanum sessiflorum, também chamada de cubiu, maná-cubiu ou tomate de índio é um arbusto da família das solanáceas, originário do ocidente da Amazônia. É considerado uma planta alimentícia não-convencional (PANC).

## Descrição
É uma planta de crescimento rápido, ao principio herbácea e logo semilenhosa. Mede de 80 cm a 2 m de altura. Os caules são cilíndricos com penugem dura e cinza, ramifica desde perto do chão; tem galhos robustos e folhas simples, alternas, de 30 cm × 26 cm, de margem ondeado o serradas e com a cara superior coberta de lanugem duro e brancacento. A inflorescência e axilar em racemo e suas flores são maiores que da batata, medem de 4 a 5 cm de diâmetro; o cálice tem cinco sépalas duras, triangulares e a corola cinco pétalas de cor brancacento, amarelo ou verde claro.

### Fruto
O fruto pode ser esférico, ou ovalado, com 4 a 12 cm por 3 a 6 cm e peso entre 24 e 250 g; seu cor é desde amarelo até avermelhado. A casca é suave e circunda a polpa ou mesocarpo, grosso, amarelo e aquoso.

## Ecologia e adaptação
Precisa de temperaturas medias entre 18 e 30°C, sem presença de geadas, e com precipitação pluvial entre 1.500 e 4.500 mm por ano. Se beneficia da sombra ligeira durante seus primeiros estados de desenvolvimento. Cresce em terrenos ácidos de pouca fertilidade, e também em solos neutros e alcalinos de boa fertilidade, com textura desde argilosa até arenosa. Pode-se encontrar cultivada nas zonas com altitudes desde 0 até 1.500 m.

## Semeadura
A propagação por sementes é a mais comum; cada fruto envolve de 1200 a 1400 sementes que pesam em total 3,2 g. Podem-se semear em viveiros embaixo da sombra, espalhando a semente em sulcos corridos, em gavetas de 1 x 1 x 0,2 m com substrato de serragem úmida, decomposta e desinfetada e cobertos com 0,5 cm do mesmo substrato.
A germinação ocorre aos 15 a 30 dias depois da semeadura. Quando as plântulas desenvolvem 4 folhas, estão listas para passar a bolsas plásticas, contendo substrato misturado com terra preta, arena e matéria orgânica decomposta na proporção 1:1:1. Dois a três meses depois, as plantas alcançam de 20 a 25 cm de altura, chega o momento para o transplante definitivo ao campo.